# Oryzomys seuanezi
Hylaeamys laticeps là một loài động vật có vú trong họ Cricetidae, bộ Gặm nhấm. Loài này được Weksler, Geise, & Cerqueira miêu tả năm 1999.